# كورترايت (نيويورك)
كورترايت (بالإنجليزية: Kortright, New York)‏ هي بلدة أمريكية تقع في الولايات المتحدة في مقاطعة ديلاوير. يقدر عدد سكانها بـ 1,675 نسمة ومساحتها 162.4 كم2 و وترتفع عن سطح البحر 544 متر.